# زیردریایی کلاس جیمز مدیسون
زیردریایی کلاس جیمز مدیسون (به انگلیسی: James Madison-class submarine) یک کلاس از زیردریایی است که طول آن ۴۲۵ فوت (۱۳۰ متر) می‌باشد.